# Kinoko
Kinoko (木の子) je jókai objevující se v legendách japonského regionu Kinki.

## Koncept
V regionu Jošino v prefektuře Nara a v prefektuře Hjógo se kinokové údajně vyskytují v horských oblastech a jsou typem horských jókai jménem jamawaro.
Vzhledem připomínají dvou- až čtyřleté děti a nosí oblečení vyrobené z listů, nebo oblečení modré barvy. Údajně se na pohled jeví jako stíny, takže je obtížné je rozeznat.
Obvykle si hrají ve skupinkách. Dřevorubci a další, kdo pracují v horách, je údajně občas spatří, a tak pro ně kinokové nejsou neobvyklým pohledem. Podle místních pověstí je však také možné být kinokem zastihnut nepřipraven a stát se obětí žertíku, kterým může být např. krádež benta; v takovém případě je radno kinoka odehnat holí.